# アンディ・シュレク
アンディ・レーモン（ライモント）・シュレク（Andy Raymond Schleck、1985年6月10日- ）は、ルクセンブルク市モンドルフ・レ・バン出身の元自転車競技選手。

## 来歴
兄も同じく、ロードレース選手のフランク・シュレク。父のジョニー・シュレクもブエルタ・ア・エスパーニャでステージ優勝を挙げた経験もある元プロ自転車選手だった。
チームCSC（現 サクソバンク）のスタジエル（セミプロ）選手を経て、2005年に同チームとプロ契約。2010年まで兄・フランクとともに同チームに在籍。ジュニア時代の2003年には、国内選手権の個人ロード、個人タイムトライアルの両方を制している。

### ジロ、ツールの新人賞獲得
プロとしてはルーキーイヤーとなった2005年、ルクセンブルク国内選手権・エリート個人タイムトライアルを制覇。2007年のジロ・デ・イタリアでは終盤に追い上げを見せ、総合優勝のダニーロ・ディルーカに1分55秒及ばなかったものの、総合2位と健闘。同レースの新人賞を獲得した。この他、同年のジロ・ディ・ロンバルディアで4位に入り、UCIプロツアーの総合ランキングでは、兄のフランク（17位）を上回る15位に入った。
2008年のツール・ド・フランスでは、終盤に入って総合優勝圏内にいた兄・フランクや、総合優勝を果たすことになるカルロス・サストレのアシストに回る形となり、とりわけアルプス越えステージにおいて、集団を牽引する力強い走りを披露。カデル・エヴァンスやベルンハルト・コールらに追撃する機会を与えなかった。また自身も第16ステージ終了時点でマイヨ・ブランを手中にし、最後までロマン・クロイツィガーと競り合うことになった。第20ステージの個人タイムトライアルでは、中間ラップではクロイツィガーに大きく遅れを取り、首位転落の危機となったが、終盤盛り返してクロイツィガーに41秒しか縮めさせず、前年のジロに続き、ツールでも新人賞獲得を果たした。総合は12位。その後、北京オリンピック・個人ロードレースにおいて4位に入った。

### 2009年シーズン
4月19日からはじまったアルダンヌクラシックにおいて、19日のアムステルゴールドレース10位、22日のフレッシュ・ワロンヌ2位とまとめ、26日開催のリエージュ〜バストーニュ〜リエージュでは、残り約20km付近の上りで決着をつけ優勝を果たした。同年の国内選手権・ロードレースも優勝。
ツール・ド・フランスでは、アルプス山脈第1ラウンドの第15ステージにおいて、アルベルト・コンタドールに43秒差の区間2位に入り、総合5位に浮上。同第3ラウンドの第17ステージでは、兄・フランク、コンタドールとともに同タイムゴールを果たし、この地点でコンタドールに2分26秒差の総合2位に浮上した。その後、第18ステージの個人タイムトライアルでコンタドールに差を広げられたが、総合2位でフィニッシュ。また同レース新人賞を前年に続き獲得した。

### 2010年シーズン
国内選手権・ITT 優勝。

#### ツール・ド・フランス総合優勝へ
ツール・ド・フランスでは、アルプス山脈超えラウンドとなる第8ステージで区間優勝し、マイヨ・ジョーヌを奪取。その後はアルベルト・コンタドールとの虚々実々の駆け引きが続く展開となったが、ピレネー山脈超えラウンドに入った第14ステージまで、コンタドールに31秒差をつけ、総合首位を守っていた。しかし第15ステージ、バレ峠付近の残り約24km地点でチェーントラブルに見舞われ失速。この区間で39秒差をつけられ、総合8秒差でコンタドールにマイヨ・ジョーヌを奪われた。しかし、ツールマレー峠がゴールとなった第17ステージでは、同タイムゴールながらもコンタドールを制し、今大会2勝目を挙げた。もっとも、第20ステージの個人タイムトライアル終了後、39秒差に広げられ、前年に続いて総合2位となったが、今大会が最後となる新人賞を獲得。ツールの同賞としてはヤン・ウルリッヒ（1996年～1998年）以来となる、3年連続の受賞となった。
なお、2012年2月6日、アルベルト・コンタドールがスポーツ仲裁裁判所 (CAS) より、クレンブテロール陽性を認定されて2年間の出場停止処分が下され、2010年のツール・ド・フランス以降の記録が全て抹消されることを受け、アンディが繰り上がってツール・ド・フランスの総合優勝者に認定される見通しとなった。2012年3月27日、ツール・ド・フランスの運営責任者、クリスティアン・プリュドムがベルギーの新聞、ル・ソワール紙にて、当人の総合優勝を祝う公式式典を行う用意があるとの発言をおこなったことから、この時点でツール・ド・フランス総合優勝者として認定されることになった。
2012年5月29日、ツール・ド・フランス主催者ASO（アモリ・スポル・オルガニザシオン）は、アンディに対し、繰り上げの総合優勝者として当年ツールのマイヨジョーヌを授与する公式式典を行なった。この式典は出身地のモンドルフ・レ・バン（ルクセンブルク）にて行われ、ツール・ド・フランス運営責任者のクリスティアン・プリュドム、渉外責任者のベルナール・イノーらが出席し、正式にアンディに当年のマイヨジョーヌが授与された。

### 2011年シーズン
2011年、チーム・レオパード・トレックに移籍。
- リエージュ〜バストーニュ〜リエージュでは、フィリップ・ジルベールに敗北し3位。
- ツール・ド・スイス 山岳賞
- ツール・ド・フランス 区間1勝（第18）
  - 総合2位
  - 山岳賞部門2位
  - ガリビエ峠がゴールの第18ステージで快勝。第19ステージ終了後にマイヨ・ジョーヌをトマ・ヴォクレールから奪取した。しかし、グルノーブルで行われた第20ステージの個人タイムトライアルで、57秒差の総合3位だったカデル・エヴァンスに中間ラップ時点で逆転されてマイヨ・ジョーヌを明け渡し、総合2位となった。
- UCIワールドツアー 個人総合14位

### 2012年シーズン
- クリテリウム・デュ・ドフィネ第4ステージの個人タイムトライアルで落車。6月13日、診断の結果、仙骨を骨折したため、当年のツール・ド・フランスを欠場することを記者会見で表明した[4]。

### 2013年シーズン
- ツール・ド・フランス 総合20位

### 2014年シーズン
- ツール・ド・フランス第3ステージで落車しリタイア、右ヒザの側副靭帯と前十字靭帯の部分断裂、半月板損傷、関節軟骨の損傷のケガを負う。
- シーズン終了後、ツール・ド・フランスでのケガを理由に現役引退を表明した[5]。

## タイプ
- 過酷な山岳ステージが数多く設定されることで知られる2007年のジロ・デ・イタリアで総合2位に入るなど、クライマーとしての能力は一級品である。2008年ツール・ド・フランスでは序盤にタイムトライアルで総合順位を落として優勝争いからは脱落したが、その後のアルプス越えでは、総合優勝のカルロス・サストレを強力にアシストしてチームのマイヨ・ジョーヌ奪取に大きく貢献した。また、2010年のツールでは、内容的にアルベルト・コンタドール（後に総合優勝取り消し）と互角以上に渡り合い、チェーントラブルさえなければ、コンタドールを逆転していたかもしれないという見方もできる。[6]

- 反面、個人タイムトライアルが弱点[7]であり、3年連続で総合2位（2010年は後に総合優勝者として認定された）に甘んじた一番の要因につながっている。
- ダウンヒルが苦手で、何度もダウンヒルでライバルから遅れタイムを失っている。また、丘陵コースのような短く急な勾配もあまり得意ではない。